# 壽山館
壽山館，是日治時期位於高雄市壽山的一棟日式建築物，創建於大正12年（1923年），現已不存。

## 歷史

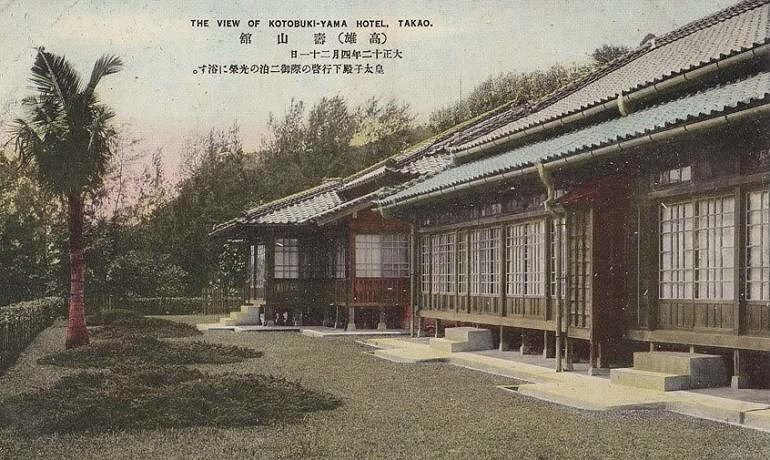
壽山館

壽山館原稱貴賓館，由台灣總督府所興建，是1923年裕仁皇太子視察高雄時駐驆休息的地方，因剛好逢皇太子壽誕，於是將貴賓館改名為壽山館。後來壽山館陸續有日本皇家和官員來訪高雄時住過。
曾於此居住或休憩的日本皇族有北白川宮成久王、秩父宮雍仁親王、能久親王妃富子、高松宮宣仁親王、朝香宮鳩彥王、久邇宮邦彥王、依仁親王妃周子、賀陽宮恒憲王、梨本宮守正王、東久邇宮稔彥王、竹田宮恆德王等。其他名人有歷任總督、朝鮮懿愍太子李垠、西本願寺第22代當主大谷光瑞等 。
台灣光復後壽山館尚存，後來因中山大學要在西子灣復校，壽山館因此在1980年左右被拆除，改建為職員宿舍，但附近山上還存有涼亭遺跡。